# Majzik Edit
Majzik Edit (Budapest, 1967. április 8. –) Jászai Mari-díjas magyar színésznő.

## Életpályája
Általános- és középiskolai tanulmányait Budapesten végezte. 1984-ben, 17 évesen lett a Nemzeti Színház Stúdiósa. 1986-ban jelentkezett a Színház- és Filmművészeti Főiskolára, ahol 1990-ben diplomázott, Zsámbéki Gábor és Székely Gábor osztályában. A nyíregyházi Móricz Zsigmond Színházhoz szerződött, amelynek két évig volt tagja. 1992–2006 között a debreceni Csokonai Nemzeti Színház tagja volt. 2006–2014 között a Budapesti Kamaraszínház tagja volt. 2015 óta ismét a debreceni Csokonai Nemzeti Színház tagja. 

## Színpadi szerepei
- Füst Milán: Boldogtalanok....Víg Vilma
- Madách Imre: Az ember tragédiája....Éva
- Bíró Lajos: Hotel Imperial....Benningsenné
- William Shakespeare: Vízkereszt, vagy amit akartok....Viola
- Ben Jonson: Volpone....Celia
- Molnár Ferenc: Üvegcipő....Irma
- Ödön von Horváth: Kasimir és Karoline....Szemes Franz Ernája
- Móricz Zsigmond: Rokonok....Boronkayné Szentkálnay Magdaléna
- Eisemann Mihály–Szilágyi László: Miss Amerika....Daisy Henderson
- Tennessee Williams: Macska a forró bádogtetőn....Margaret
- Carlo Gozzi: A szarvaskirály....Clarice
- Jean Genet: Cselédek....Claire
- Dylan Thomas–Bán Zoltán: Ébren álmunk erdejében....Puffné
- Szép Ernő: Patika....Patikusné
- Bohumil Hrabal: Szigorúan ellenőrzött vonatok....Zdenicska
- Shakespeare: Lear király....Goneril
- Pierre Barillet–Jean-Pierre Grédy: A kaktusz virága....Antonia Simonet
- Szigligeti Ede: Liliomfi....Mariska
- Shakespeare: Titus Andronicus....Alarich
- Shakespeare: Ahogy tetszik....Rosalinda
- Carlo Goldoni: Terecske....Lucietta
- Parti Nagy Lajos: Ibusár....Sárbogárdi Jolán
- Elias Lönnrot: Kalevala....Küllikki
- Georges Feydeau: Bolha a fülbe....Lucienne Homenides de Histangua
- Darvasi László: Vizsgálat a rózsák ügyében....Lány
- Henrik Ibsen: Hedda Gabler....Elvstedné
- Scott McPherson: Marvin szobája....Bessie
- Dosztojevszkij: A félkegyelmű....Aglaja
- Nagy András: Mi hárman....Sarolta
- Shakespeare: Periklész....Marina
- Garaczi László: Fesd feketére....Nóra
- Heinrich von Kleist: Amphitryon....Charis
- Eduardo De Filippo: Szombat, vasárnap, hétfő....Virginia
- Hubay Miklós: Hová lett a Rózsa lelke? (Nizsinszki)....Romy
- Dosztojevszkij: Bűn és bűnhődés....Dunya
- Németh Ákos: Júlia és a hadnagya....Júlia
- Békés Pál: TÉVÉ - játék....Szállás Edit, rendező
- Tersánszky Józsi Jenő: Kakuk Marci....Méltósága, fösvény, zsarnok hölgy
- Szabó Magda: Sziluett (Vörösmarty-medalionok)....Laura, Vörösmarty felesége
- Jean Paul Sartre: Kean, a színész....Elena
- Václav Čtvertek: Rumcájsz, a rabló
- Falussy Lilla: Metadolce....Hősnő
- Kosztolányi Dezső: Édes Anna....Vízyné
- Dacia Maraini: Mária és Erzsébet....Stuart Mária
- Vlagyimir Presznyakov–Oleg Presznyakov: Padlószőnyeg....Menyasszony anyja
- Sven Regener: Berlin Blues....Lehmann úr anyja
- Harry Gibson: Trainspotting....Nő, bírónő
- Shakespeare: II. Richárd....York hercegné, udvarhölgy
- Edward Albee: Lolita....Rita
- Egressy Zoltán: Az Isten lába....Marika
- Egressy Zoltán: Nyár utca, nem megy tovább....Sofőrnő
- Gregg Opelka: C'est La Vie....Fatiguée
- Christopher Marlowe: Dr. Faustus....Angyal
- Willy Russel: Shirley Valentine....Shirley Valentine
- Alexandre de la Patelliére-Matthieu Delaporte: Hogyan nevezzelek....Babou
- Gregg Opelka: C'est la vie....Fatigue
- Örkény István: Macskajáték....Egérke
- Péterfy-Novák-Szentesi-Dobák: A rózsaszín ruha
- Hedry Mária: Szenvedély és hűség....Zrínyi Ilona
- Pass Andrea: Imágó....Tanárnő, Boti anyja
- Tracy Letts: Augusztus Oklahomában....Mattie-Fae
- Robert Thomas: Nyolc nő....Augustine

## Filmjei
- Budapest anno (tévéfilm)
- Cathrine magánélete (2009)
- Kajüt (tévéfilm)
- Barátok közt (2010)
- Tűzvonalban (tv-sorozat)
- Munkaügyek (tv-sorozat)
- A hetedik alabárdos
- A renitens (tv-sorozat)

## Díjai, elismerései
- Déryné-díj (1993)
- A debreceni Csokonai Színház nívódíja (1996)
- Domján Edit-díj (1996)
- Jászai Mari-díj (1997)